# Мельники (Андріяшівська сільська громада)
Ме́льники —  село в Україні, в Сумській області, Роменському районі. Населення становить 127 осіб. Входить до складу Андріяшівської сільської громади. До 2017 орган місцевого самоврядування - Андріяшівська сільська рада.

## Географія
Село Мельники розташоване на лівому березі річки Сула, вище за течією на відстані 4 км розташоване село Перекопівка, нижче за течією на відстані 1 км - село Андріяшівка, на протилежному березі село Глинськ.
Річка у цьому місці звивиста, утворює лимани та заболочені озера.
Поруч пролягає автомобільний шлях Т 1907. За 2 км залізниця, станція Андріяшівка.

## Історія
Село постраждало внаслідок геноциду українського народу, проведеного урядом СРСР 1923-1933 та 1946-1947 роках.

## Економіка
- Птахо-товарна ферма.